# Franziska Ball
Franziska Ball (* 1971 in München) ist eine deutsche Schauspielerin und Synchronsprecherin.

## Leben
Ball wurde 1971 in München geboren. Sie absolvierte in München und New York eine Schauspiel- und Gesangsausbildung. Es folgten einige Engagements in verschiedenen Theatern. Sie ist als Synchronsprecherin und als Schauspielerin im Fernsehen sowie auf Theaterbühnen aktiv. Sie war unter anderem in Der Fenstersturz (2001) und Jenseits des Regenbogens (2001) zu sehen. Ball gründete zusammen mit Marty Jabara das Musiktheater-Duo balljabara. Sie sprach im Jahr 2015 eine Rolle in der kanadischen Fernsehserie Dark Matter.
Sie unterstützt als Mitglied das gemeinnützige Paul Klinger Künstlersozialwerk e.V., das sich für Künstlerinnen und Künstler aller Gewerke einsetzt.